# Сарафан

Сарафан росіян-старообрядців Одещини кін. XIX — поч. XX ст.ст.

Сарафа́н (рос. сарафан) — традиційний чоловічий, згодом жіночий одяг народів північних і центральних районів Східної Європи (Росія).
Первісно словом «сарафан» називали не жіночий одяг, а один з видів чоловічого каптана — у цьому значенні відомий у письмових пам'ятках з XVI ст.. Назва походить через тюрк. särapa(i) від перс. سراپا, serāрā («почесний одяг»).
Сарафани були поширені здебільшого у північних районах Росії. Жінки центральних і південних областей зазвичай замість сарафана носили поньову.

## Походження і розповсюдження
Сарафан є національним жіночим одягом північних росіян. Сукні схожого крою носили також жінки фіно-угорських народів у Росії, Балтиці, Скандинавії.
Щодо походження сарафана існують різні точки зору, так само дискусійним є питання щодо існування сарафану у часи давньої Русі. Прийнаймні з київських фресок руської доби виходить, що такого одягу на українських землях XI—XII, як втім і пізніших століть, не знали[джерело?].
За одною з версій, одяг подібного крою, разом з кокошником, запозичений росіянами у найближчих сусідів — фіно-угорських народів. На користь цього промовляє і відсутність сарафанів як форми одягу в жодного з решти слов'янських народів, включно з білорусами та українцями, натомість поширення сарафану в естонців. За іншою версією, він має східне походження і пізніше був перейнятий у росіян фінськими народами. На користь цієї гіпотези — слово «сарафан» має перське походження (перс. سراپا sarāpā, дослівно «[з] голови до ніг»). Однак варто зазначити що фінське населення поволжя контактувало з тюрками раніше ніж слов'яни, і сарафан в нього теж поширений. 
У самій Московській державі перші писемні згадки про сарафан, втім як про чоловічий верхній одяг (і виключно назву), датуються XIV століттям.
Особливого поширення сарафан набув у росіян Північно-Західної і Центральної Росії, особливо Поволжя. Сарафан був не лише елементом сільської, а й міської культури, дуже тривалий час, включно з початком XX століття. У деяких районах Центральної і Північної Росії сарафан як сільський одяг побутує і нині.
В Україні сарафан є жіночим одягом виключно росіян-переселенців, через що набув поширення на сході і півдні країни, зокрема росіян-старообрядників, що почали переселятися до Південної Бессарабії (липовани Одещини і прикордоння з Румунією) і східних районів Лівобережжя з кінця XVIII століття[джерело?].

## Покрій і види
Сарафан — це традиційно довга жіноча сукня, зазвичай без рукавів.
Розрізняють такі види сарафанів:
- глухий — найдавніший тип сарафана, фактично являв сукню без рукавів, що надягали на натільну сорочку. Найчастіше такий сарафан був прямим і на лямках — саме така форма сарафана є найпопулярнішою.
- сарафан зі швом напереду або з застібками — пізніший крій сарафана; якщо замість шва були застібки (переважно ґудзики), то вони робилися по всій поверхні згори донизу. Краї та середина таких сарафанів нерідко прикрашалися позументами. Міг бути з відкідними рукавами (особливо косоклинні сарафани).
- сарафан — спідниця з ліфом — найпізніший крій сарафану, користувався популярністю у Південній Росії в період з 2-ї пол. XIX до початку XX століття.

## Сучасні сарафани
Сучасний варіант сарафана — легка жіноча сукня без рукавів, звичайно на шлейках, бретелях, а також сукня такого крою з теплої тканини, яку одягають поверх кофти, светра тощо.